# Лайтгауз-Пойнт (Флорида)
Лайтгауз-Пойнт (англ. Lighthouse Point) — місто (англ. city) в США, в окрузі Бровард штату Флорида. Населення — 10 486 осіб (2020).

## Географія
Лайтгауз-Пойнт розташований за координатами 26°16′39″ пн. ш. 80°5′20″ зх. д. / 26.27750° пн. ш. 80.08889° зх. д. (26.277598, -80.088917).  За даними Бюро перепису населення США в 2010 році місто мало площу 6,19 км², з яких 5,97 км² — суходіл та 0,22 км² — водойми.

## Демографія
Згідно з переписом 2010 року, у місті мешкали 10 344 особи в 4905 домогосподарствах у складі 2808 родин. Густота населення становила 1670 осіб/км².  Було 5774 помешкання (932/км²).
Расовий склад населення:
| - 94,0 % — білих - 1,7 % — чорних або афроамериканців - 1,6 % — азіатів - 0,3 % — корінних американців |

До двох чи більше рас належало 1,6 %. Частка іспаномовних становила 7,5 % від усіх жителів.
За віковим діапазоном населення розподілялося таким чином: 16,8 % — особи молодші 18 років, 61,1 % — особи у віці 18—64 років, 22,1 % — особи у віці 65 років та старші. Медіана віку мешканця становила 48,8 року. На 100 осіб жіночої статі у місті припадало 97,3 чоловіків;  на 100 жінок у віці від 18 років та старших — 94,6 чоловіків також старших 18 років.
Середній дохід на одне домашнє господарство  становив 111 728 доларів США (медіана — 79 658), а середній дохід на одну сім'ю — 142 719 доларів (медіана — 100 583). Медіана доходів становила 75 801 долар для чоловіків та 50 675 доларів для жінок. За межею бідності перебувало 5,2 % осіб, у тому числі 3,1 % дітей у віці до 18 років та 5,6 % осіб у віці 65 років та старших.
Цивільне працевлаштоване населення становило 5437 осіб. Основні галузі зайнятості: науковці, спеціалісти, менеджери — 17,6 %, освіта, охорона здоров'я та соціальна допомога — 17,5 %, фінанси, страхування та нерухомість — 13,2 %, роздрібна торгівля — 13,0 %.